# چارلز آرمسترانگ (قایقران روئینگ)
چارلز آرمسترانگ (انگلیسی: Charles Armstrong; ۲۳ اکتبر ۱۸۸۱ – ۱۲ مارس ۱۹۵۲) قایقران روئینگ اهل ایالات متحده آمریکا بود.